# Every Morning (canción de Sugar Ray)
«Every Morning» es una canción de la de la banda estadounidense de rock alternativo Sugar Ray, lanzado a través de Atlantic Records y Lava Records el 25 de enero de 1999 como el primer sencillo de su tercer álbum de estudio 14:59 (1999). El tema es una canción de rock alternativo y flamenco pop que hace referencia a "Suavecito" de Malo y "Grazing in the Grass" de Hugh Masekela. La canción fue estrenada en la radio estadounidense en diciembre de 1998, "Every Morning" se lanzó en Japón en enero de 1999 y en Estados Unidos dos meses después, convirtiéndose en el primer sencillo comercial de Sugar Ray en Estados Unidos.
"Every Morning" alcanzó el número uno tanto en la lista de Billboard Modern Rock Tracks de Estados Unidos como en la lista canadiense RPM 100 Hit Tracks, convirtiéndose en el segundo sencillo más exitoso de este último país en 1999. La canción también alcanzó el número tres en el Billboard Hot 100 y el número diez en la lista de sencillos del Reino Unido, convirtiéndose en el sencillo de la banda con mejor posición en ambas listas.

## Composición
"Every Morning" es una canción de rock alternativo y flamenco pop. Está escrita en compás común con una tonalidad de La♭ mayor y se desarrolla a un tempo moderado, tocado en mezzoforte. La canción tiene una progresión de acordes de La♭–Re♭–La♭–Re♭–Mi♭5. El estribillo hace referencia a "Suavecito" del grupo chicano Malo, así como al éxito de Hugh Masekela de 1968, "Grazing in the Grass". El vocalista principal, Mark McGrath, explicó: "Hicimos referencia a 'Suavecito' porque, al crecer en California, era como el himno de los lowriders. En cualquier feria de autos o mercado de pulgas al que fueras, siempre la escuchabas y se te quedaba grabada en la mente". Añadió: "De hecho, se nos ocurrió esa parte, y era muy similar a la de Malo. La estábamos imitando un poco, y luego dijimos: 'Dejémosla, la cambiaremos después'. Realmente define la canción, así que simplemente la dejamos así".

## Posicionamiento en lista
| Lista (1999)                             | Mejor posición |
| ---------------------------------------- | -------------- |
| Alemania (Offizielle Deutsche Charts)    | 86             |
| Australia (ARIA)                         | 17             |
| Canadá (RPM Top Singles)                 | 1              |
| Canadá (RPM Adult Contemporary)          | 10             |
| Canadá (RPM Rock/Alternative)            | 21             |
| Escocia (Scottish Singles Sales Chart)   | 10             |
| Europe (Eurochart Hot 100)               | 37             |
| Estados Unidos (Billboard Hot 100)       | 3              |
| Estados Unidos (Adult Alternative Songs) | 1              |
| Estados Unidos (Adult Contemporary)      | 27             |
| Estados Unidos (Adult Top 40)            | 1              |
| Estados Unidos (Alternative Airplay)     | 1              |
| Estados Unidos (Mainstream Rock)         | 38             |
| Estados Unidos (Mainstream Top 40)       | 1              |
| Iceland (Íslenski Listinn Topp 40)       | 21             |
| Irlanda (IRMA)                           | 24             |
| Nueva Zelanda (Recorded Music NZ)        | 17             |
| Reino Unido (UK Singles Chart)           | 10             |